# Albert Dreßler
Albert Otto Theodor Dreßler, auch Dressler (* 25. April 1885 in Aschaffenburg; † 20. Oktober 1962 in München) war ein deutscher Offizier, zuletzt Hauptmann der Bayerischen Armee, und politischer Funktionär (NSDAP). Dreßler fungierte u. a. 1926 kommissarisch als Oberster SA-Führer.

## Leben
Nach dem Schulbesuch trat Dreßler in die bayerische Armee ein. In dieser erreichte er den Rang eines Hauptmanns (Beförderung am 19. Mai 1916). Als Leutnant (Beförderung am 8. März 1906) diente er 1910 im 9. Infanterie-Regiment (Würzburg). Während des Ersten Weltkriegs wurde er hier als Bataillonsadjutant verwendet; 1914 als Oberleutnant (Beförderung am 25. August 1913) Adjutant des I. Bataillons, und mindestens einmal verletzt.
Im November 1923 nahm Dreßler als Angehöriger der paramilitärischen Organisation Wehrverband Reichsflagge am Hitler-Putsch teil. Später gehörte er der vom Wehrverband Reichsflagge abgespaltenen Altreichsflagge an.
Zum 1. Oktober 1925 trat er der NSDAP bei (Mitgliedsnummer 23.009). Im Januar 1926 übertrug Hitler Dreßler kommissarisch die Führung der SA. Diese Position sollte er, so war es geplant, kurzfristig bis zur Umbildung der SA innehaben. Franz Pfeffer von Salomon wurde ab Anfang November 1926 zum ständigen Obersten SA-Führer bestellt. Im Juli 1926 kandidierte Dreßler zudem um das Amt des Führers der NSDAP-Sektion Schwabing, unterlag aber gegen den späteren Oberbürgermeister von München Karl Fiehler.
Die Münchener Polizeidirektion vermerkte in einem internen Bericht vom Dezember 1926, dass Dreßler zu dieser Zeit aus der Partei ausgetreten sei und auch die ihm übertragene Führung der Münchener SA niedergelegt habe. Grund hierfür sei gewesen, dass Dreßler die von ihm verfasste Schrift Die Befreiung mit Unterstützung der Parteileitung der NSDAP in Bayern habe vertreiben wollen, was Hitler jedoch nicht genehmigt habe, da diese Arbeit in ihrem zweiten Teil die Lösung der politischen Verhältnisse in einer Weise darstelle, welche sich nicht mit den Zielen der Partei vereinbaren lasse. Deshalb und weil Pfeffer zum Chef der SA ernannt worden sei, sei Dreßler zurückgetreten.
1929 ist Dreßler als Reichsführer der SA-Reserve nachweisbar. Auch ist gesichert, dass er zu dieser Zeit weiterhin als Propagandaredner für die Partei tätig war: So sprach er z. B. am 9. Juli 1930 in einer Versammlung von Münchener Studenten über das Thema „Das deutsche Bildungsideal und der Nationalsozialismus“.
In den Jahren 1931 und 1932 gehörte Dreßler der Reichsleitung der NSDAP als 2. Adjutant des Reichsorganisationsleiters der Partei, Gregor Strasser, an. Erster Adjutant war Rudolf Vollmuth. Strasser zog sich Anfang Dezember 1932 aufgrund von innerpolitischen Auseinandersetzungen im Zuge der Strasser-Krise aus der Politik zurück. Im Zuge des Rückzugs verlor auch der Strasser-Vertraute Dreßler sein Amt.

## Schriften
- Über den deutschen Offizier, 1920.
- Die Befreiung, 1926.

Kleine Veröffentlichungen:
- „Die schwarze Schmach in Bayern“, in: Völkischer Beobachter vom 25./26. Oktober 1925 (Digitalisat)

## Archivarische Überlieferung
Im Bayerischen Hauptstaatsarchiv hat sich eine Personalakte zu Dreßler aus seiner Zeit im bayerischen Kadettenkorps erhalten (Kadettenkorps PA 461).